# Pilispina xanthogaster
Pilispina xanthogaster är en tvåvingeart som beskrevs av Albuquerque 1958. Pilispina xanthogaster ingår i släktet Pilispina och familjen husflugor. Inga underarter finns listade i Catalogue of Life.